# Melick en Herkenbosch

Wapen van Melick en Herkenbosch

Vlag van Melick en Herkenbosch

Melick en Herkenbosch is een voormalige gemeente in de Nederlandse provincie Limburg die gevormd werd door de plaatsen Melick en Herkenbosch. Als gevolg van het Traktaat van Aken (1816) kwamen die plaatsen in plaats van in Pruisen in Nederland te liggen en vanaf 1817 vormden ze de gemeente Melick en Herkenbosch. Deze gemeente heeft bestaan tot 1 januari 1991, in welk jaar zij samen met Vlodrop opging in de fusiegemeente Roerdalen. De naam Melick en Herkenbosch bleef aanvankelijk in gebruik voor de nieuwe gemeente, maar op 1 januari 1993 werd de naam gewijzigd in Roerdalen.

## Zie ook

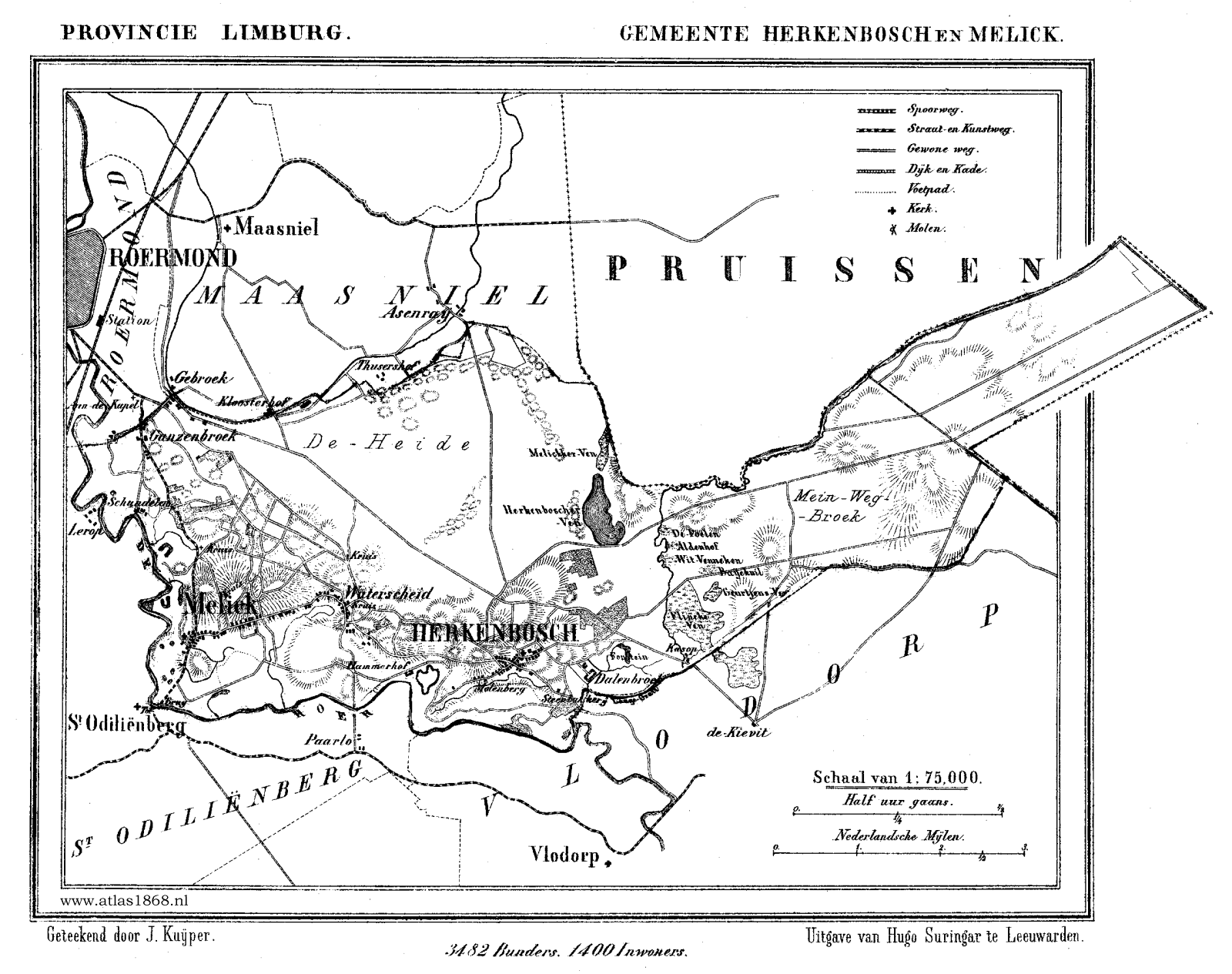
Kaart van Melick en Herkenbosch (Gemeente Atlas van Nederland, J. Kuyper 1865-1870)